# The Hazards

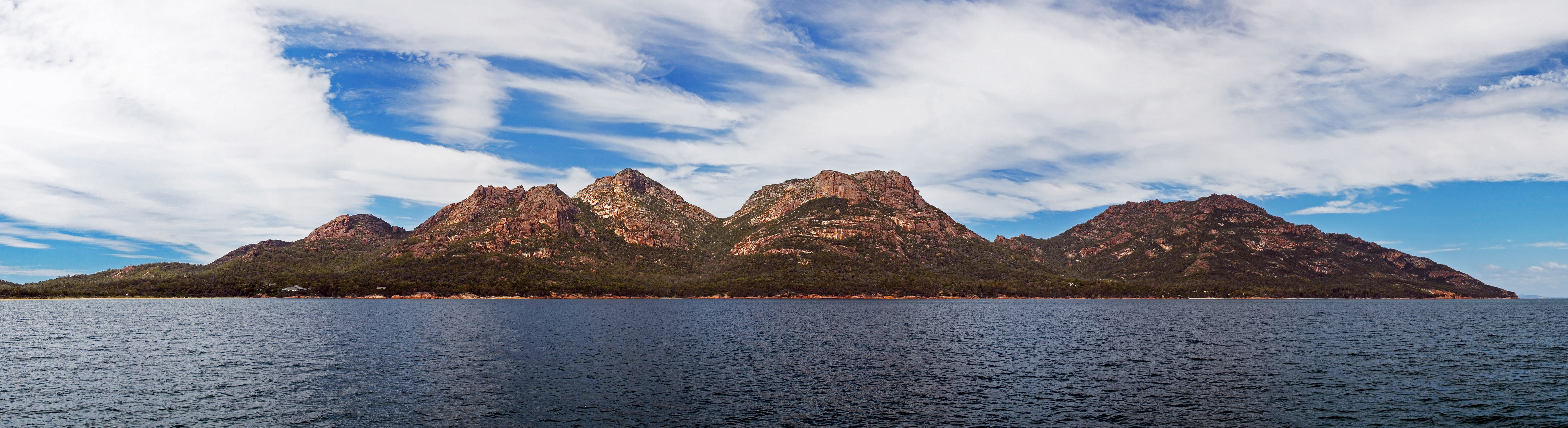
The Hazards vom Jachthafen in Coles Bay aus

The Hazards sind ein Gebirgszug im Osten des australischen Bundesstaates Tasmanien. Die wilde Gegend liegt im Freycinet-Nationalpark an der Ostküste, östlich von Swansea, zwischen Coles Bay und der Wineglass Bay.
Mount Amos und Mount Dove sind die bekanntesten Gipfel. Vom Strand der Wineglas Bay führt ein Weg auf den benachbarten Mount Amos.

## Geschichte
Sie wurden nach einem Walfänger aus der Gegend, dem Afro-Amerikaner Captain Richard Hazard benannt.

## Geologie
The Hazards bestehen aus Granit mit rosafarbenen Feldspat, einem Orthoklas, der den Bergen ihre rosa Farbe verleiht.

## Berge
- Mount Amos – 454 m
- Mount Dove – 485 m
- Mount Mayson – 415 m
- Mount Parsons – 433 m
- Mount Baudin – 413 m